# Edward Sapir

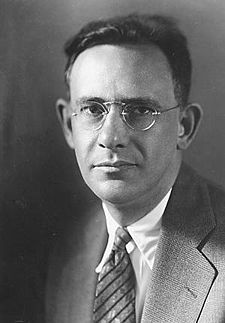
Edward Sapir, um 1910

Edward Sapir [səˈpɪər], geboren als Eduard Sapir (* 26. Januar 1884 in Lauenburg in Pommern; † 4. Februar 1939 in New Haven (Connecticut)), war ein US-amerikanischer Ethnologe, Linguist bzw. sprachwissenschaftlich orientierter Anthropologe und ein Vertreter des amerikanischen Strukturalismus, der vor allem durch seine Erkenntnisse über die Rolle der Sprache bei der Prägung einer Kultur bekannt wurde. 1921 erschien sein Buch Language, das eine anthropologische Sichtweise der Linguistik enthält.

## Leben

### New York
Sapir ist Sohn litauischstämmiger Juden, die im Jahr 1889 in die USA emigrierten. Ab 1901 studierte er Germanistik und Indogermanistik an der Columbia University in New York und beendete das Studium mit einem Magisterabschluss. Seine Abschlussarbeit widmete er Johann Gottfried Herders Theorie über den Ursprung der Sprache. Während dieser Zeit lernte er seinen späteren Lehrer, den Anthropologen Franz Boas kennen, der ihn mit den indigenen Sprachen Nordamerikas in Kontakt brachte. Aus der Begegnung resultierten zahlreiche Feldforschungsaufenthalte Sapirs, u. a. über die Chinook-Sprachen, Takelma und Chasta Costa.
Weil Boas hauptsächlich Anthropologe war, konnte sich für Sapir eine enge Verknüpfung der linguistischen Studien mit Beobachtungen über Kultur und Lebensweise einer Sprachgemeinschaft ergeben.

### Kalifornien
Infolge seiner Sprachstudien bei amerikanischen Ureinwohnern entwickelte sich eine Tätigkeit als Assistent im anthropologischen Institut der University of California bei dem Anthropologen Alfred Kroeber ab 1907. Bei diesem Projekt sollte die große kulturelle und linguistische Vielfalt Kaliforniens festgehalten werden. Sapir arbeitete an drei Dialekten der Yana-Sprache, doch während er die Sprachen detailliert beschreiben und für jede eine Grammatik und ein Wörterbuch erstellen wollte, war Kroeber nur an einer oberflächlichen Beschreibung interessiert.

### Pennsylvania
1908 erhielt Sapir eine Harrison Fellowship an der University of Pennsylvania, wo er Anthropologie und Linguistik lehrte. Zu dieser Zeit betrieb er auch Feldforschung und arbeitete an Catawba, Ute und der Sprache der Hopi. 1909 schloss Sapir seine Promotion mit einer Arbeit über die Grammatik des Takelma ab.
1910 analysierte er das Südliche Paiute mit Hilfe von Muttersprachler Tony Tillohash. Dessen Intuition trug zu einer grammatischen Beschreibung bei, die von Linguisten oft als Modell analytischer Exzellenz bezeichnet wird.

### Ottawa
Von 1910 bis 1925 war Sapir Direktor der anthropologischen Abteilung des Kanadischen Nationalmuseums in Ottawa und führte dabei seine Feldforschung über nordamerikanische Sprachen, während dieser Zeit v. a. über die Wakash-Sprachen, etwa bei den Nuu-chah-nulth, fort. Er erforschte die Nuchatlaht-Indianer von Vancouver Island, arbeitete an Sarcee und anderen athabaskischen Sprachen. Sein neues Interesse galt auch Sprachwandel und genetischen Beziehungen zwischen Sprachen.
Diese Periode wurde ein Mal unterbrochen, als Kroeber ihn nach Kalifornien einlud, um mit Ishi, dem letzten verbleibenden Sprecher von Yahi, zu arbeiten. 1915 verbrachte er damit, dessen einzigartiges Wissen über seine Sprache und Kultur aufzuzeichnen.
Während seiner Zeit in Ottawa schrieb Sapir auch Poesie, Literaturkritik und Musik. Seine Gedichte wurden regelmäßig in diversen Magazinen, z. B. The New Republic, veröffentlicht.
Von 1910 bis 1924 war Sapir mit Florence Delson verheiratet. Mit ihr hatte er drei Kinder.

### Chicago
Von 1925 bis 1931 war er Professor für Anthropologie und Allgemeine Linguistik an der University of Chicago. Er begann, sich für Individualpsychologie zu interessieren. Er hatte das Bestreben, die verschiedenen Disziplinen miteinander zu verbinden. Zu jener Zeit war die Chicagoer Schule der Soziologie die prestigeträchtigste und professionellste Abteilung von Sozialwissenschaft in Nordamerika. Viel von Sapirs Arbeit wurde von der Rockefeller-Stiftung gesponsert.
1924 war Sapir an der Gründung der Linguistic Society of America (LSA) beteiligt. 1927 heiratete er ein zweites Mal. Mit Jean McClenaghan, hatte er 2 Kinder.

### Yale
Danach übernahm er die Sterling-Professur für Anthropologie und Linguistik an der Yale University. Er arbeitete an einem neuen, unabhängigen Linguistik-Institut. Er brachte einige seiner Chicagoer Studenten mit nach Yale. Daraus entstand die erste Yale-Schule der Linguistik. Zudem sollte Sapir dort ein interdisziplinäres Forschungsprogramm zwischen Anthropologie, Linguistik und Psychologie entwerfen. Aber das soziologische Institut von Yale lehnte den „Außenseiter“ aus der Chicagoer Schule ab; zudem war er als Jude dort nicht gern gesehen. Während der Zeit in Yale konzentrierte sich Sapir daher hauptsächlich auf linguistische Theorie und arbeitete auch mit Afrikanischen, Semitischen und Indo-Europäischen Sprachen.
1933 wurde er in die American Academy of Arts and Sciences und 1937 in die American Philosophical Society gewählt. 1937 erlitt er einen Herzinfarkt, von dem er sich gesundheitlich nicht mehr vollständig erholte.
Edward Sapir war Mitarbeiter der International Auxiliary Language Association, die die Welthilfssprache Interlingua entwickelte.

## Position

### Linguistik
Sapir vertrat die Ansicht, dass alle Sprachfamilien im Detail erforscht werden müssen, um die grundlegenden Eigenschaften von Sprache zu entdecken. Für ihn besitzen alle Sprachen der Welt die gleiche Ästhetik und Komplexität.

#### Indigene amerikanische Sprachen
Die Begegnung mit Franz Boas inspirierte Sapir dazu, gefährdete indigene amerikanische Sprachen zu beschreiben, bevor sie aussterben. In den ersten 20 Jahren seiner Karriere war er hauptsächlich damit beschäftigt. Er hielt 39 Sprachen für die Nachwelt fest und arbeitete dabei oftmals mit den letzten verbliebenen Sprechern.
Bei der Klassifizierung von amerikanischen Sprachen verließ er sich nicht auf oberflächliche Ähnlichkeiten. Er verwendete Methoden vergleichender indogermanischer Sprachwissenschaft, um gleichmäßige Lautverschiebungen und charakteristische Lautmuster festzustellen. Er war der Erste, der solche Methoden auf schriftlose indigene Sprachen angewendet hat, denn diese galten bis anhin als zu primitiv. Seine Klassifizierung indigener amerikanischer Sprachen, die er in der 1929-Ausgabe der Encyclopaedia Britannica veröffentlichte, war zu diesem Zeitpunkt maßgebend, und zudem die erste, die auf vergleichender Linguistik basierte.
Sapir war der erste, der Anhaltspunkte für die Algische und die Uto-aztekische Sprachfamilie fand. Zudem postulierte er die Na-Dené-Sprachgruppe und vermutete eine Verwandtschaft mit den Sinotibetischen Sprachen, doch solche weitreichenden Klassifizierungen werden von den meisten Linguisten als zu spekulativ abgelehnt.
Dennoch gilt Sapir als der einflussreichste Wissenschaftler auf dem Gebiet indigener amerikanischer Sprachen im 20. Jahrhundert.

#### Phonologie
Sapir hat wichtige Beiträge im Bereich der Phonologie geleistet. Er schlug vor, dass das Phonem nicht bloß eine Abstraktion auf dem strukturellen Level von Sprache sei, und nicht nur ein physikalisches Phänomen, sondern eine psychologische Realität für die jeweiligen Sprecher habe. Er definierte das Konzept des Phonems aufgrund von bedeutungsvollen Beziehungen zwischen Lauten, statt aufgrund ihrer objektiven Eigenschaften. In jeder Sprache sind die Laute Teil eines phonologischen Systems aus Kontrasten, die von den Sprechern intuitiv nach geteilten linguistischen Konventionen kombiniert werden. Diese Arbeiten wurden auch in späteren Perioden der Amerikanischen Linguistik als wichtig anerkannt. Seine Sichtweise war nicht nur theoretisch, sie war inspiriert von Feldforschung mit den Sprechern der jeweiligen Sprachen.
1932 wurde in Prag die International Phonological Association gegründet. Sapir war das einzige amerikanische Mitglied im Komitee und wurde ein Bindeglied zwischen europäischen und amerikanischen Phonologen.

### Anthropologie
Sapir wollte Anthropologische Forschung mit Linguistik und Psychologie verbinden.

#### Persönlichkeit und Kultur
Sapir war einer der wenigen Anthropologen seiner Zeit, die sich nicht nur für Faktoren wie die materielle Kultur, geographische Umgebung und Sprache einer Gesellschaft interessierten, sondern auch für die Sichtweise des Individuums innerhalb der Kultur. Er betonte intrakulturelle Variabilität und war kritisch gegenüber dem Determinismus in Alfred Kroebers „super-organischem“ Kulturkonzept. Seiner Meinung nach werden Individuen zwar bis zu einem gewissen Punkt von Kultur geformt, die Persönlichkeit sei aber umgekehrt auch in der Lage, kulturelle Muster auf ihre Weise zu interpretieren und zu beeinflussen. Sapir wollte wissen, wie die Kultur einer Gesellschaft von der Zusammensetzung individueller Persönlichkeiten, deren Beziehungen und deren sozialen Interaktionen geformt wird.
1930 fand in Hannover die „Conference on Personality and Culture“ statt, wo Sapir viel zur Entstehung dieses Ansatzes beitrug.

##### Die psychiatrische Wissenschaft vom Individuum
Sapir interessierte sich für die „totale Persönlichkeit“ – d. h. das ganze Individuum mit seinen biologischen, soziologischen und psychologischen Eigenschaften, aus persönlichem Sichtpunkt. Sapir stellte sich eine psychiatrische Wissenschaft vor, in der Methoden und Konzepte aus Individualpsychologie, Psychoanalyse und Psychiatrie in die Anthropologie einfließen sollen. Damit sollten Wahrnehmungen von Individuen detailliert und über längere Zeit analysiert werden. Dazu gehören auch konventionelle ethnographische Kategorien und deren bewusste und unterbewusste Bedeutungen für ein Individuum. Er erforschte beispielsweise die Bedeutung von „Wohlstand“ für Mitglieder der Nuchatlaht.
Sapir schreibt oft von der Anwendung seiner psychiatrischen Wissenschaft, aber er erklärt sie nicht im Detail. Es handelt sich eher um theoretische Vorgaben für die Feldforschung. Da seine Vorstellung von dieser Wissenschaft komplex war und er keine konkrete, anwendbare Methode dazu erarbeiten konnte, wurde sie nie verwirklicht.

#### Interdisziplinäre Feldforschung
Zu Sapirs Zeit wollten die meisten Amerikanischen Anthropologen (z. B. George P. Murdock) quantitative Daten sammeln, um Kulturen weltweit vergleichen zu können. Sapir hingegen wollte keine Generalisierungen. Er bestand auf detaillierten Studien von einzelnen Gesellschaften aus emischer Sicht, ganz in Boas‘ Sinn. Bei der Feldforschung mit teilnehmender Beobachtung stellte er sich eine interdisziplinäre Zusammenarbeit von Anthropologen, Psychologen, Psychiatern und Linguisten vor, die das Verhalten von Individuen in relativ kleinen lokalen Gruppen erforschen. Dabei sollen sie auch die Persönlichkeit einzelner Mitglieder ergründen, mithilfe von psychologischen Interviews. Dazu kommen Studien des Gruppenlebens als Ganzes, insbesondere der dominanten kulturellen Muster. Auch historische Aufzeichnungen, die Hinweise auf vergangene Verhaltensweisen geben, sollen hinzugezogen werden.

#### Rolle von Linguistik in der Anthropologie
Sapir fand, dass Anthropologen für ihre Feldforschung die Sprache der jeweiligen Gemeinschaft lernen müssen, um den emischen Standpunkt nachzuvollziehen. Zudem sei es wichtig, die Sprache aus wissenschaftlicher Sicht zu verstehen. So sollten Anthropologen sich auch mit Linguistik befassen.
Er nahm an, dass der Mensch die Welt hauptsächlich durch Sprache wahrnimmt. Phonologie und Grammatik haben für die Sprecher einer Sprache eine unbewusste Realität. Eine tiefe Analyse von linguistischen Strukturen könnte daher helfen, kognitive Aspekte aufzudecken und unterschiedliche Verhaltensmuster bei verschiedenen Kulturen zu erklären. Diese Ideen trugen später zur Sapir-Whorf-Hypothese bei.

## Beiträge und Nachwirkung
Neben Leonard Bloomfield gilt Edward Sapir als Begründer der modernen amerikanischen Sprachwissenschaft als eine Variante des Strukturalismus.
Er war einer der ersten Wissenschaftler, der die Beziehungen zwischen dem Studium der Sprache und der Anthropologie erforschte, speziell die Sprachen der Ureinwohner Amerikas. Sapir hat somit zur Begründung der Ethnolinguistik beigetragen. Dabei war er sowohl ein Feldforscher als auch ein Theoretiker.
Er schlug 1921 eine alternative Sicht, ein linguistisches Relativitätsprinzip auf die Sprache vor. Nach seiner Annahme beeinflusst die Sprache die Art und Weise, in der Menschen denken. Sapirs Einfluss auf die Sprachwissenschaft ergibt sich aus seinen zahlreichen Veröffentlichungen und durch seine Schüler. Zu ihnen gehörten:
- Benjamin Whorf
- Mary Haas
- Morris Swadesh.

Seine Schüler haben in den folgenden Jahren die Entwicklung der Disziplin maßgeblich weiterentwickelt. Vor allem Whorf hat Sapirs Ideen übernommen und weiterentwickelt. Sie sind als Sapir-Whorf-Hypothese bekannt geworden.
Sapirs Rolle bei der Gründung der Linguistic Society of America und deren Zeitschrift Language hat dazu beigetragen, dass die Linguistik als akademische Disziplin in Amerika akzeptiert wurde.
Sapir war einer der Vorreiter bei der Verbindung von Anthropologie, Linguistik und Psychologie. Er war einer der führenden amerikanischen Linguisten und Anthropologen seiner Zeit. Er wurde von Kollegen sowohl zu Lebzeiten als auch nach seinem Tod als exzellenter Wissenschaftler beschrieben. Sein Schreibstil sei klar und einleuchtend. Sapirs Ansehen wird deutlich durch seine hohen wissenschaftlichen Positionen – seine Professuren in Chicago und Yale, ein akademischer Ehrentitel von der Columbia-University, seine Präsidentschaft bei der American Anthropological Association und bei der Linguistic Society of Amerika, seine Mitgliedschaft in der National Academy of Sciences u. a.
Trotz den wichtigen Beiträgen Sapirs existiert in keiner seiner Hauptdisziplinen eine „Sapir-Schule“. Nach seinem Tod 1939 übernahm in Yale G.P. Murdock den Vorsitz des Anthropologie-Instituts und machte Sapirs Bemühungen, die verschiedenen Fächer zu verbinden, wieder rückgängig.
Die kanadische Regierung ehrte Sapir für sein Wirken am 18. November 1983 dadurch, dass sie ihn zu einer „Person von nationaler historischer Bedeutung“ erklärte.

## Veröffentlichungen
Bücher
- Wishram Texts, together with Wasco Tales and Myths. Gesammelt von Jeremiah Curtin. In: Franz Boas (Hrsg.): American Ethnological Society. Brill, 1909.
- Time Perspective in Aboriginal American Culture. A Study in Method (= Canada Department of Mines, Geological Survey. Memoir 90). 1916, ISBN 978-1171510970.
- Language. An Introduction to the Study of Speech.  Harcourt, Brace & Co., New York 1921.
  - Deutsche Übersetzung: Die Sprache. Eine Einführung in das Wesen der Sprache. Hueber, München 1961.
- mit Morris Swadesh: Nootka Texts: Tales and ethnological narratives, with grammatical notes and lexical materials. Linguistic Society of America, Philadelphia 1939, ISBN 0-404-11893-3.
- mit Leslie Spier: Notes on the Culture of the Yana. University of California Press, 1943.
- Selected Writings on Language, Culture, and Personality. Hrsg. von David G. Mandelbaum. Berkeley 1949. 2. Auflage ebenda 1963.
- The Psychology of Culture. A Course of Lectures. Hrsg. von Judith T. Irvine. De Gruyter, 2002, ISBN 978-3-11-017282-9.

Essays/Artikel
- Herders „Ursprung der Sprache“. In: Modern Philology. Band 5, 1907.
- Notes on Chasta Costa Phonology and Morphology. University Museum Publications, 1914.
- The Na-dene languages: a preliminary report. In: American Anthropologist. Band 17, 1915, S. 765–773.
- Do we need a superorganic? In: American Anthropologist. Band 19, 1917, S. 441–447.
- Sound patterns in language. In: Language. Band 1, 1925, S. 37–51.
- The unconscious patterning of behaviour in society. In: The Unconsciuous: A Symposium. 1928, S. 114–142.
- Central and North American languages. In: Encyclopaedia Britannica. Band 5, 1929, S. 138–141.
- Leslie Spier, E. S.: Wishram Ethnography (= University of Washington Publications in Anthropology. Band 3). 1930.
- The Function of an International Auxiliary Language. In: Psyche. Band 11, 1931.
- La réalité psychologique des phonèmes. In: Journal de Psychologie Normale et Pathologique. Band 30, 1933, S. 247–265.
- The emergence of the concept of personality in a study of cultures. In: Journal of Social Psychology. Band 5, 1934, S. 408–415.
- The contribution of psychiatry to an understanding of behavior in society. In: American Journal of Sociology. Band 42, 1937, S. 862–870.
- The relation of American Indian linguistics to general linguistics. In: Southwestern Journal of Anthropology. Band 1, 1947, S. 1–4.

Biographien
- Darnell, Regna: Edward Sapir: linguist, anthropologist, humanist. University of California Press, Berkeley 1989, ISBN 978-0-520-06678-6.